# 特別週
特別週，是日本純種競賽馬匹。生涯稱霸中長途賽事，曾贏得東京優駿（日本打吡）、春季天皇賞、秋季天皇賞及日本盃四項一級賽，是日本當時獲得獎金最高的賽馬，此紀錄後由好歌劇打破。1999年，由於其在日本盃中以絕佳的姿態擊敗一众海外名馬，因而被冠以「日本總大將」的稱號。

## 出賽前
1995年5月2日出生於北海道門別町（今日高町）日高大洋牧場。
由於其出生後5日其母系死亡，故由農耕馬養大。然而於此途中常被暴躁的農耕馬忽視及趕走，牧場員工不得不時常親自照顧特別週，亦因如此其養成了親人不親馬的性格。
成長途中被牧場的熟人兼馬主臼田浩義購入。
其後交由栗東訓練中心練馬師白井壽昭訓練。

## 競賽生涯

### 3歲（現2歲）
1997年11月29日出戰阪神競馬場3歲新馬戰，比賽途中發揮良好，成功以第一人氣奪得首勝。

### 4歲（現3歲）
1998年首戰爲條件戰白梅賞，但因為出馬數目衆多，陣營於隨時未能抽中的前提下避戰，結果準備不足之下最終僅跑鑊第二。
其後出戰如月賞，比賽初段選擇留後並等待時機，最終於直路跑出全場最快末腳之下超越前方賽駒奪得首個分級賽冠軍。
3月8日出戰彌生賞，雖然賽前僅獲得第二人氣，但於其中擊敗了有優良血統的帝皇光輝及出道兩戰未敗的星雲天空，分級賽二連勝下被視爲經典三冠的主角之一。
4月19日出戰皋月賞，賽前壓過星雲天空及帝皇光輝及獲得第一人氣，然而比賽途中因處於第19檔大外檔，最終浪費過多腳程下未能最上前方的星雲天空及帝皇光輝得第三。
其後出戰經典三冠第二關東京優駿，比賽初段其處於較後方位置追走，比賽途中一直保持此節奏。然而進入直路後反應良好，瞬間響應騎師武豐的指揮加速下由後方衝出並成功超越前方賽駒，最終以5個馬位奪得首個一級賽冠軍，亦爲騎師武豐及練馬師白井壽昭帶來首個打吡優勝。
夏季放草過後，出戰神戶新聞盃作爲秋季首戰，最終直路上再度表現出優勢的加速力，以頸位優勢擊敗帝皇光輝再下一城。
11月8日出戰菊花賞，再度以第一人氣出戰。比賽初段特別週再度採出停留於中團靠後的戰術，並於進入直路後奮力加速迫近前方領放的星雲天空。然而於直路中段，雖然其跑出優秀的後600米34.1秒末腳，但仍然未能成功對前方的星雲天空造成太大威脅，最終以3 1/2馬位差距落敗得第二。
其後出戰日本盃，雖然爲其首次面對年長馬匹，但仍然成爲第一人氣。賽前由於主戰騎師武豐於一場3歲新馬戰策騎愛慕織姬時犯規被罰停賽，因而改由岡部幸雄代打策騎。雖然其於比賽初段保持良好的節奏，但於直路表現平平之下敗於同世代的神鷹及前輩氣槽得第三。

### 5歲（現4歲）
1999年以美國賽馬會盃作爲首戰，於其中成功爆發優秀的速度於直路上取得優勢，最終以3馬位輕鬆取得勝利。
其後出戰阪神大賞典，比賽途中其處於先頭位置開始推進，通過第三彎道後開始發力爬升至第一。進入直路後，其隨即和後上的目白光明展開爭奪，最終於其率先透出下以3/4馬位優勢奪得冠軍。
5月2日按照計劃出戰春季天皇賞，本次比賽被視爲和目白光明及星雲天空的三強決戰。比賽開始後，星雲天空選擇領放，目白光明處於中團，而特別週則選擇於前方第三左右的位置推進。進入直路後，其憑藉通過第四彎時候發力的優勢成功超越星雲天空，其後繼續保持速度抵擋目白光明的追擊，最終以1/2馬位優勢戰勝對手再度奪得一級賽冠軍。
完成春季天皇賞後，陣營發表了於年內退役的計劃，另外亦宣佈遠征法國出戰凱旋門大賽，並以國內的寶塚紀念作爲熱身。
7月11日按照計劃以馬迷投票第一名出戰寶塚紀念，比賽途中其於先頭位置追走並逐步爬升至第一。進入直路後，其開始加速並順利佔先，然而此時草上飛亦於後方開始突進，最終特別週於最後200米被對手超越，雖然其後更被拉開3馬位落敗得第二，但仍然可以拋離第三的黃金旅程7馬位。
由於於寶塚紀念以較大差距落敗，陣營考慮過後決定取消出戰凱旋門大賽的計劃。
秋季以京都大賞典作爲首戰，但於狀態不佳之下以生涯最差的第七落敗。
完成京都大賞後陣營安排進行拍跳操練，但於其中竟敗於一匹低班馬，因而陣營開始意識到其體態問題，因而刻意安排訓練減輕特別週的體重，最終成功由上戰的486公斤下降至470公斤。
10月31日出戰秋季天皇賞，由於在京都賞典的大敗而馬迷忽視僅獲第四熱門。比賽開始後，其於後方位置等待時機，進入直路後隨即跑出後600米34.5秒的末腳並超越前方賽駒。雖然直路中段被開啟二段加速的黃金旅程緊迫，但仍然可以於保持速度下以頸位優勢勝出，成爲繼1988年玉藻十字以來第二匹同年稱霸春秋天皇賞的賽駒。
其後出戰日本盃，將和一衆世界強豪決戰。雖然比賽初段一直保持於後方位置，但通過第三彎道後加速爬升，其後更於第四彎道抽出外檔準備衝刺。進入直路後，其憑藉望空的姿態一路展開村屋衝刺，最終擊敗香港代表原居民、英國代表高樓大廈及法國代表望族等外國馬匹奪冠，亦延因此被稱爲「日本總大將」。
12月出戰退役戰有馬紀念，由於比賽途中遭遇慢步速，避免陷入不利情況下騎師武豐決定於中段先發制人上前進佔前方位置。進入直路後，其隨即和一同衝出的草上飛展開纏鬥，兩駒一直一對一之下以平頭姿態衝線。最終經過照片判定，雖然特別週馬身較爲靠前，但由於其縮頸的動作導致其馬頭處於較後位置，因而賽會宣佈特別週以4厘米的細微差距憾負。
其後按照計劃退役，並於2000年1月5日及6日分別在京都競馬場及中山競馬場舉行退役儀式。
年末，由於其年間三項一級賽及兩次亞軍，因而在在日本馬王及最佳5歲及以上雄馬均以83票獲得第一。然而由於此票數未能達到總票數的一半，因而日本中央競馬會決定組成11人的委員會進行複選。最終兩項榮譽均以4比7的票數落敗於神鷹而失之交臂，其只能和草上飛一同獲得JRA賞特別賞，因而引起陣營的不滿。

### 詳細賽績
| 日期       | 舉辦國家 | 馬場 | 距離   | 級別 | 賽事名稱     | 負重 | 騎師     | 馬號 | 出馬 | 名次 | 時間   | 頭馬（二馬）      |
| ---------- | -------- | ---- | ------ | ---- | ------------ | ---- | -------- | ---- | ---- | ---- | ------ | ----------------- |
| 29/11/1997 | 日本     | 阪神 | 草1600 |      | 3歲新馬      | 54   | 武豐     | 14   | 14   | 1    | 1:36.9 | （Legacy Hunter） |
| 6/1/1998   | 日本     | 京都 | 草1600 |      | 白梅賞       | 55   | 武豐     | 3    | 16   | 2    | 1:36.0 | Asahi Creek       |
| 8/2/1998   | 日本     | 京都 | 草1800 | GIII | 如月賞       | 55   | 武豐     | 1    | 16   | 1    | 1:51.3 | （Bold Emperor）  |
| 8/3/1998   | 日本     | 中山 | 草2000 | GII  | 彌生賞       | 55   | 武豐     | 13   | 13   | 1    | 2:01.3 | （星雲天空）      |
| 19/4/1998  | 日本     | 中山 | 草2000 | GI   | 皋月賞       | 57   | 武豐     | 18   | 18   | 3    | 2:01.6 | 星雲天空          |
| 7/6/1998   | 日本     | 東京 | 草2400 | GI   | 東京優駿     | 57   | 武豐     | 5    | 18   | 1    | 2:25.8 | （Bold Emperor）  |
| 18/10/1998 | 日本     | 京都 | 草2200 | GII  | 神戶新聞盃   | 57   | 武豐     | 10   | 16   | 1    | 2:15.0 | （帝皇光輝）      |
| 8/11/1998  | 日本     | 京都 | 草3000 | GI   | 菊花賞       | 57   | 武豐     | 17   | 17   | 2    | 3:03.8 | 星雲天空          |
| 29/11/1998 | 日本     | 東京 | 草2400 | GI   | 日本盃       | 55   | 岡部幸雄 | 9    | 15   | 3    | 2:26.4 | 神鷹              |
| 24/1/1999  | 日本     | 中山 | 草2200 | GII  | 美國賽馬會盃 | 58   | 柏兆雷   | 4    | 11   | 1    | 2:16.8 | （沉默獵人）      |
| 21/3/1999  | 日本     | 阪神 | 草3000 | GII  | 阪神大賞典   | 58   | 武豐     | 5    | 9    | 1    | 3:13.4 | （目白光明）      |
| 2/5/1999   | 日本     | 京都 | 草3200 | GI   | 春季天皇賞   | 58   | 武豐     | 3    | 12   | 1    | 3:15.3 | （目白光明）      |
| 11/7/1999  | 日本     | 阪神 | 草2200 | GI   | 寶塚紀念     | 58   | 武豐     | 9    | 12   | 2    | 2:12.6 | 草上飛            |
| 10/10/1999 | 日本     | 京都 | 草2400 | GII  | 京都大賞典   | 58   | 武豐     | 7    | 10   | 7    | 2:25.1 | 鶴丸剛志          |
| 31/10/1999 | 日本     | 東京 | 草2000 | GI   | 秋季天皇賞   | 58   | 武豐     | 9    | 17   | 1    | 1:58.0 | （黃金旅程）      |
| 24/11/1999 | 日本     | 東京 | 草2400 | GI   | 日本盃       | 57   | 武豐     | 13   | 14   | 1    | 2:25.5 | （原居民）        |
| 26/12/1999 | 日本     | 中山 | 草2500 | GI   | 有馬紀念     | 57   | 武豐     | 3    | 14   | 2    | 2:37.2 | 草上飛            |

## 退役後
退役後，特別週成爲了配種馬，於北海道早來町（今安平町）社台Stallion Station休養，在2000年進行配種。首批子嗣於2001年出生。首批子嗣可於2003年出賽，6月21日經已有中央的子嗣勝出新馬戰。2004年11月20日，Smooth Baritone在東京體育盃兩歲錦標取勝，成爲首匹勝出分級賽的子嗣。2005年5月22日，西沙里奧於優駿牝馬（日本橡樹大賽）取勝，成爲首匹勝出一級賽的特別週子嗣。其後西沙里奧亦勝出錯誤：語言代碼「American_Oaks」不存在，成爲首匹勝出日本國內經典賽事後於海外贏得一級賽的日本產馬。
2011年10月23日被轉移至北海道日高町育馬者Stallion Station，但不時會返回社台Stallion Station穿梭配種。
2012年11月再度被轉移，最終於北海道新日高町Lex Stud安頓並繼續配種。
2017年2月3日由配種馬退役，返回出生地北海道日高町日高大洋牧場進行養老生活。
2018年4月23於放草時跌倒導致左腰受傷，休養時於4月27日在馬房內再度跌倒被發現，最終於同日下午4時40分宣告死亡，享年23歲。

### 主要子嗣

#### 一級賽優勝子嗣
粗體字為一級賽
2002年生
- 西沙里奧（百花盃、優駿牝馬、 美國橡樹大賽）

2006年生
- 迷人景致（阪神兩歲牝馬錦標、鬱金香賞、櫻花賞、優駿牝馬、京都紀念、維多利亞一哩賽、秋季天皇賞、日本盃）

2007年生
- Gold Blitz（兩次天蠍錦標、水星盃、帝王賞）

2008年生
- 古國傳說（兩次榆樹錦標、京都錦標、東京大賞典）

2011年生
- 東寶狐狼（菊花賞）

#### 分級優勝子嗣
2001年生
- San Valentin（福島紀念、七夕賞）

2002年生
- 太陽祭（京都新聞盃、朝日挑戰盃、京都大賞典）
- Smooth Baritone（東京體育盃兩歲錦標）

2003年生
- Toho Shine（人魚錦標）

2004年生
- Osumi Daido（每日盃兩歲錦標）

2006年生
- Narita Crystal（兩次新潟紀念、中京紀念）
- 帝王加冕（如月賞、讀賣盃）
- Blitzen（打吡公爵挑戰盃）
- Fireflaught（京成盃秋季讓賽）

2007年生
- 多賀伊莎（夢幻錦標）
- 領銜主演（函館兩歲錦標）

2008年生
- Queen's Barn（阪神牝馬錦標）

2010年生
- Arumdapta（北海道兩歲優駿）

2011年生
- 全勝時期（京都金杯）

## 血統簡介
父系週日寧靜是美國三冠賽雙軍馬，退役後在日本配種，在日本馬壇相當成功，贏得多項分級賽事，其子嗣贏得巨額獎金。連續12年成為日本冠軍種馬。祖父Halo爲美國賽駒，曾贏得一級賽冠軍，爲美國冠軍種馬。
母系Campaign Girl爲日本馬匹，生涯無出賽紀錄。外祖父丸善斯基爲日本賽駒，生涯八戰全勝，因其無敵的領放戰術令其於八場賽事中總計拋離對手61馬位而被稱爲「超級跑車」，更於1990年成爲日本中央競馬會第20匹殿堂馬。

### 血統表
| 父線：週日寧靜系（Halo系）            |                              |                 |               |
| 種馬 週日寧靜 1986年（棕色）          | Halo 1969年（棕色）          | Hail to Reason  | Turn-to       |
| 種馬 週日寧靜 1986年（棕色）          | Halo 1969年（棕色）          | Hail to Reason  | Nothirdchance |
| 種馬 週日寧靜 1986年（棕色）          | Halo 1969年（棕色）          | Cosmah          | Cosmic Bomb   |
| 種馬 週日寧靜 1986年（棕色）          | Halo 1969年（棕色）          | Cosmah          | Almahmoud     |
| 種馬 週日寧靜 1986年（棕色）          | Wishing Well 1975年（棗色）  | Understanding   | Promised Land |
| 種馬 週日寧靜 1986年（棕色）          | Wishing Well 1975年（棗色）  | Understanding   | Pretty Ways   |
| 種馬 週日寧靜 1986年（棕色）          | Wishing Well 1975年（棗色）  | Mountain Flower | Montparnasse  |
| 種馬 週日寧靜 1986年（棕色）          | Wishing Well 1975年（棗色）  | Mountain Flower | Edelweiss     |
| 繁殖雌馬 Campaign Girl 1987年（棗色） | 丸善斯基 1979年（棗色）      | 尼真斯基        | 北地舞人      |
| 繁殖雌馬 Campaign Girl 1987年（棗色） | 丸善斯基 1979年（棗色）      | 尼真斯基        | Flaming Page  |
| 繁殖雌馬 Campaign Girl 1987年（棗色） | 丸善斯基 1979年（棗色）      | Shill           | Buckpasser    |
| 繁殖雌馬 Campaign Girl 1987年（棗色） | 丸善斯基 1979年（棗色）      | Shill           | Quill         |
| 繁殖雌馬 Campaign Girl 1987年（棗色） | Lady Shiraoki 1978年（棗色） | Saint Crespin   | Aureole       |
| 繁殖雌馬 Campaign Girl 1987年（棗色） | Lady Shiraoki 1978年（棗色） | Saint Crespin   | Neocracy      |
| 繁殖雌馬 Campaign Girl 1987年（棗色） | Lady Shiraoki 1978年（棗色） | Miss Ashiyagawa | Hindostan     |
| 繁殖雌馬 Campaign Girl 1987年（棗色） | Lady Shiraoki 1978年（棗色） | Miss Ashiyagawa | Shiraoki      |
| 雌系：號族：3-l                       |                              |                 |               |
| 五代內近親交配：無                    |                              |                 |               |

## 命名由來
名字Special Week（スペシャルウィーク）意思是「特別的一週」，聯想自父系週日寧靜的名字，香港則將其翻譯为「特別週」。

## 外部連結
- 特別週 netkeiba.com （页面存档备份，存于）
- 血統表 （页面存档备份，存于）